# Derek Johnson
Derek James Neville Johnson (Chigwell, 5 gennaio 1933 – 30 agosto 2004) è stato un mezzofondista e velocista britannico, specializzato nei 400 metri piani e negli 800 metri piani.

## Palmarès
- Giochi olimpici

Melbourne 1956: argento negli 800 metri piani, bronzo nella staffetta 4×400 metri.
- Giochi del Commonwealth

Vancouver 1954: oro nelle 880 iarde, oro nella staffetta 4×440 iarde.
Cardiff 1958: argento nella staffetta 4×440 iarde.